# Окланда
Окланда (рум. Oclanda) — село в Сорокском районе Молдавии. Относится к сёлам, не образующим коммуну.

## География
Село расположено на высоте 112 метров над уровнем моря.

## Население
По данным переписи населения 2004 года, в селе Окланда проживает 689 человек (328 мужчин, 361 женщина).
Этнический состав села:
| Национальность | Число жителей | Процентный состав |
| -------------- | ------------- | ----------------- |
| украинцы       | 429           | 62.26             |
| молдаване      | 235           | 34.11             |
| русские        | 17            | 2.47              |
| болгары        | 2             | 0.29              |
| гагаузы        | 1             | 0.15              |
| прочие         | 5             | 0.73              |
| Всего          | 689           | 100%              |